# Prainha (Praia)

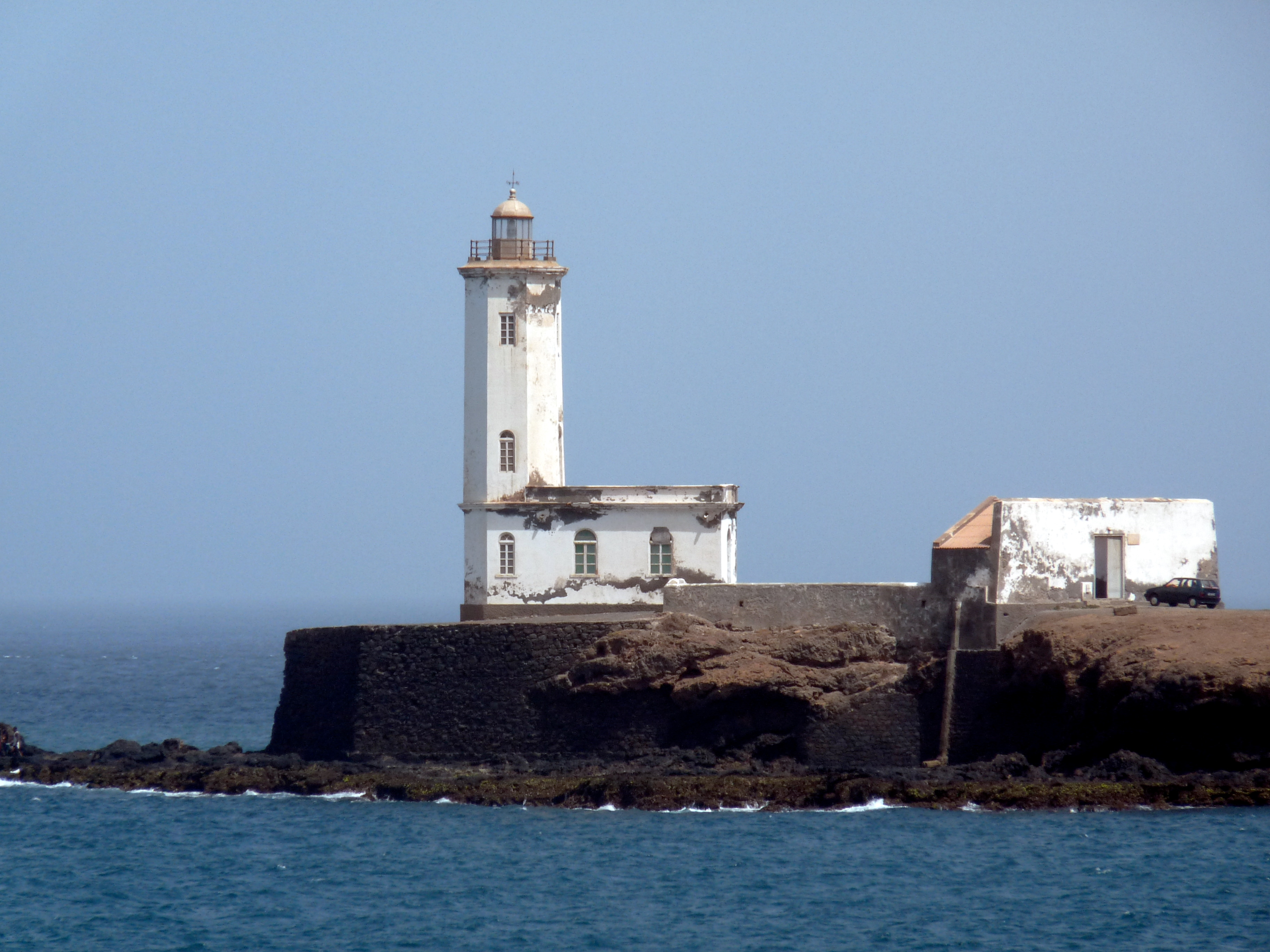
Farol D. Maria Pia.

Prainha ist ein Stadtviertel der Stadt Praia auf der Insel Santiago in Kap Verde. 2010 lebten dort 309 Personen.

## Geographie
Der Stadtteil ist recht klein und liegt rund um den gleichnamigen Strand Prainha im Süden des Stadtzentrums. Im Nordwesten schließt sich Achada Santo António an und im Westen Quebra Canela. In dem Gebiet sind mehrere ausländische Botschaften angesiedelt.

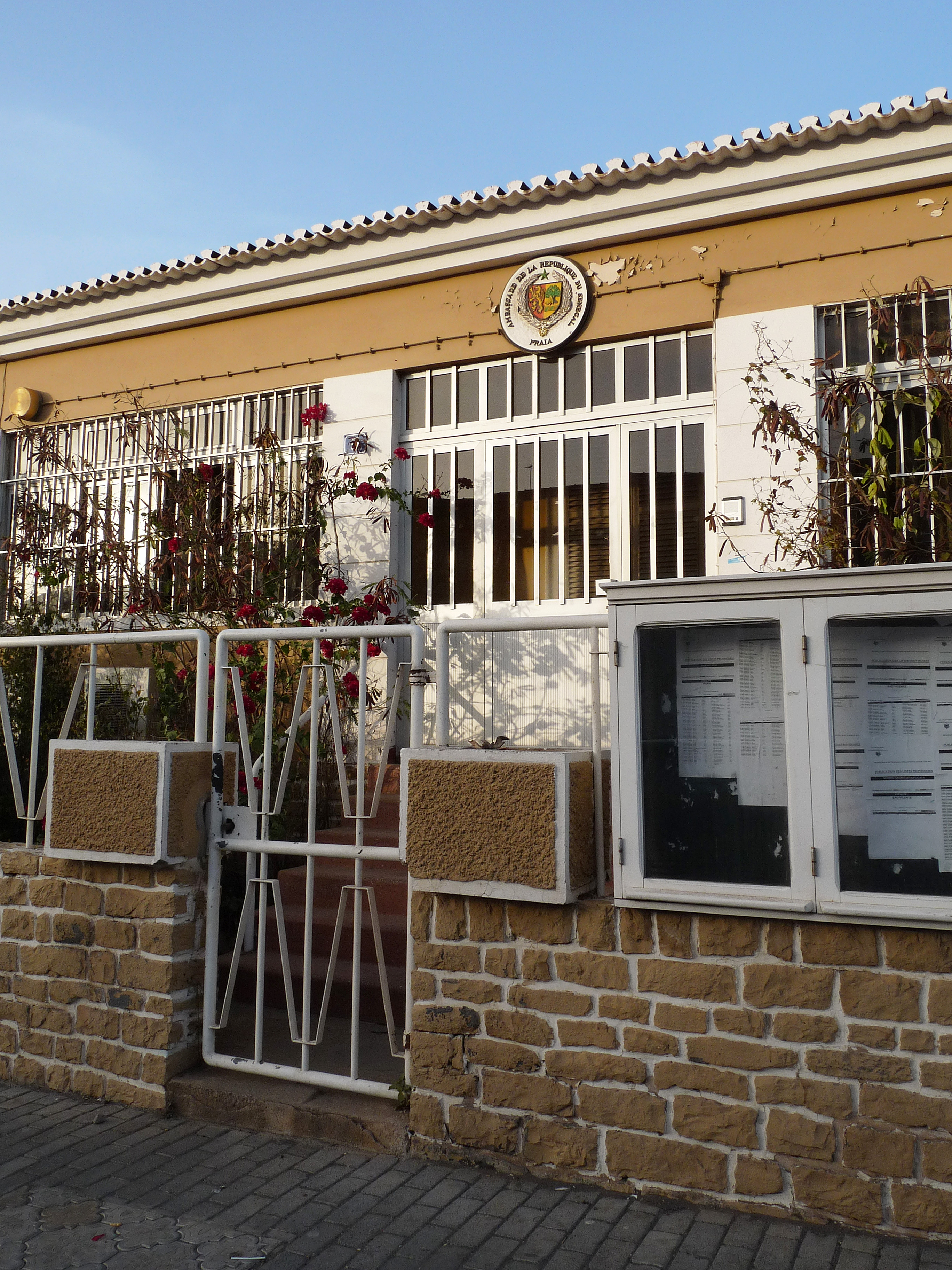
Die senegalesische Botschaft in der Rua Dr. Manuel Duarte.

Die herausragendste Landmarke ist der Dona Maria Pia Lighthouse an der Ponta Temerosa, dem südlichsten Punkt der Insel.